# Maestro di Forlì
Il Maestro di Forlì (fl. 1250-1320) è stato un pittore italiano di scuola forlivese, identificato da Edward B. Garrison riconoscendo caratteri unitari ed interessanti ad alcune opere rimaste anonime.

## Vita e opere

### IlTrittico

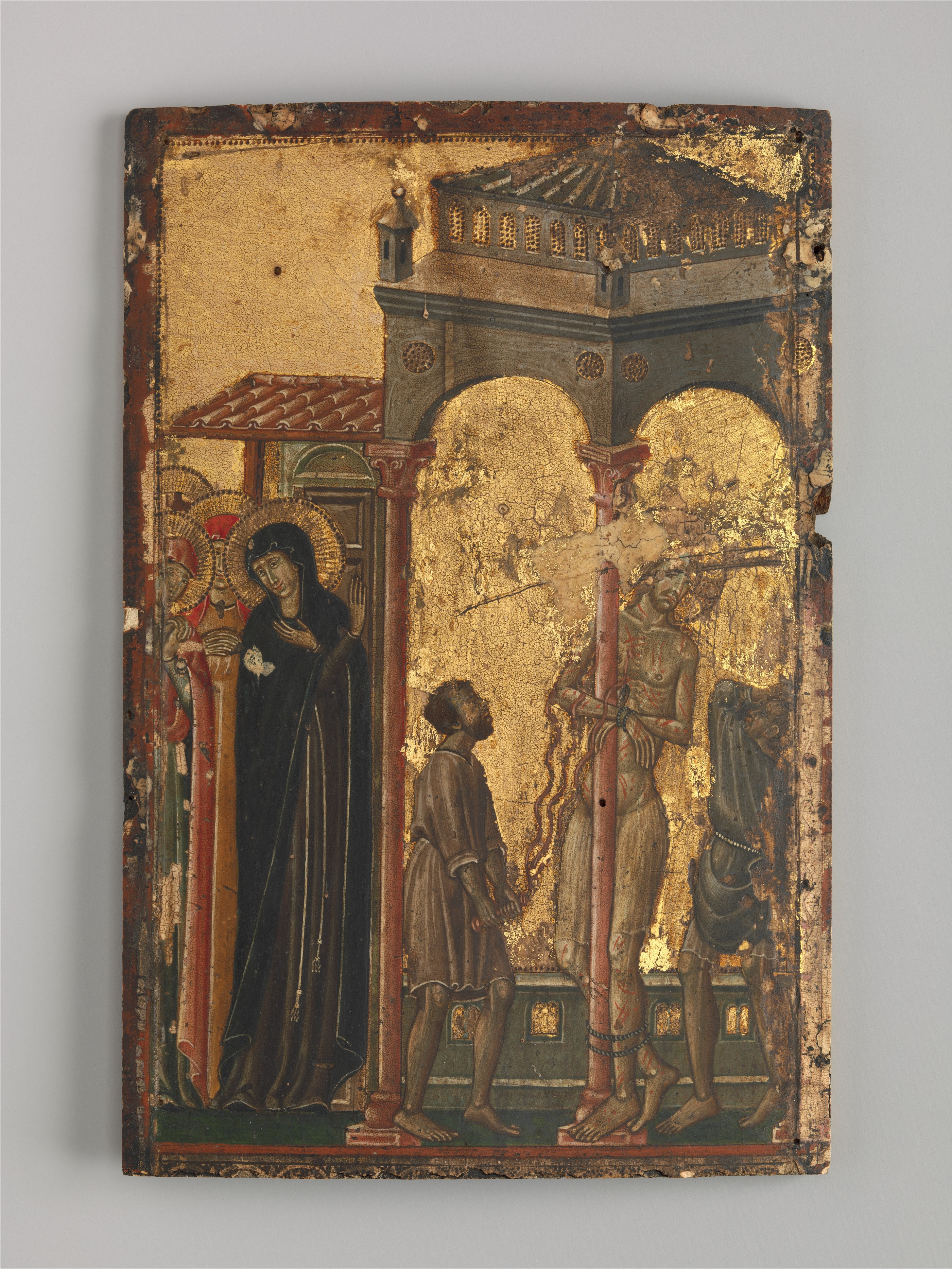
Flagellazione, Metropolitan Museum of Art, New York.

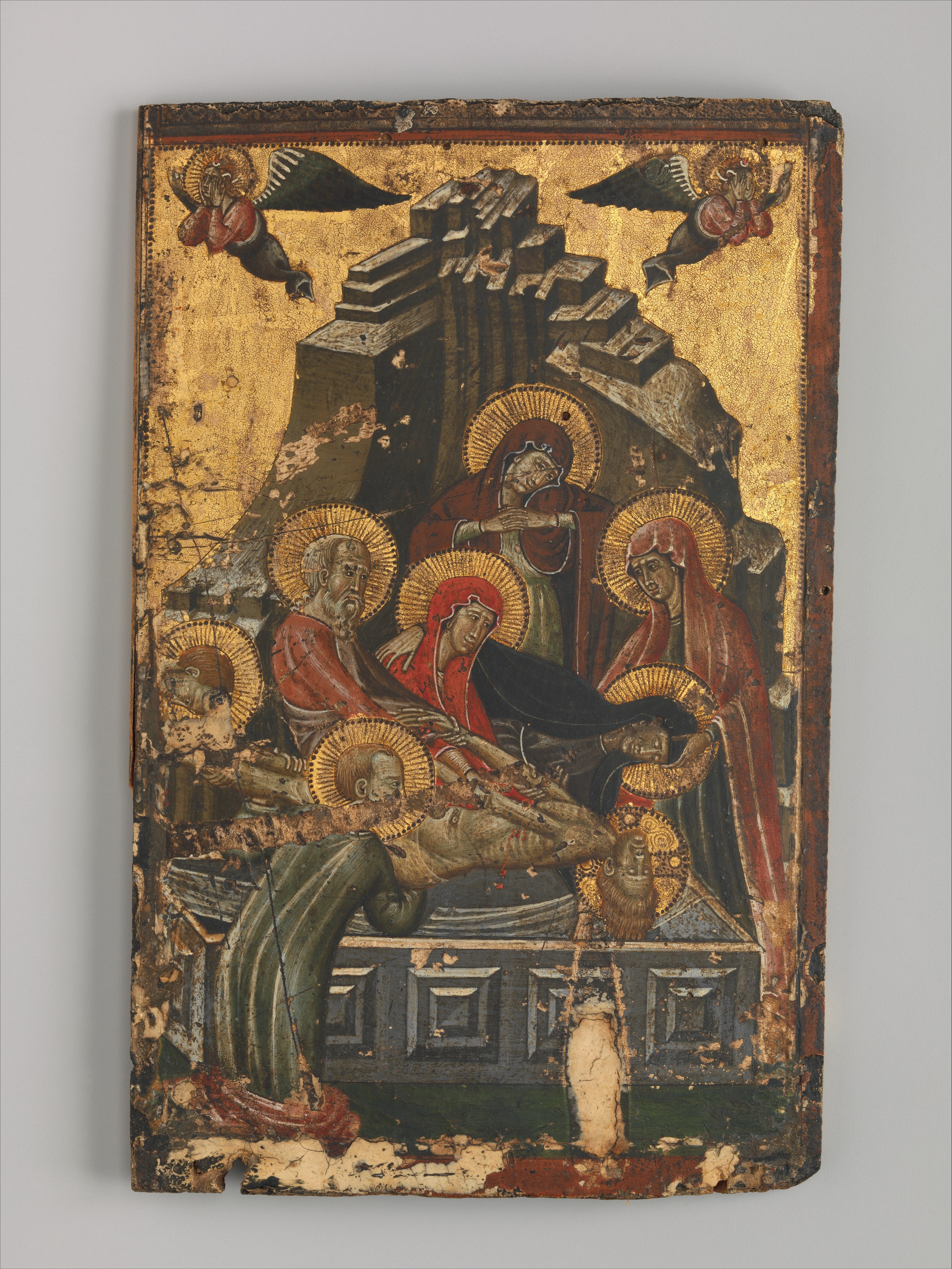
Deposizione di Cristo nel sepolcro, Metropolitan Museum of Art, New York.

Il nome è stato attribuito per via del Trittico con storie della Vergine e santi, di autore sconosciuto, conservato presso la Pinacoteca civica a Forlì. Garrison vi riconobbe "composizione superba, tecnica squisita, miniaturistica e stile compiuto, personale". Ne battezzò così l'autore come "Maestro di Forlì".
Il trittico presenta una Annunciazione (o forse si tratta dell'Annuncio della morte alla Vergine), una Dormizione della Vergine ed una Crocifissione. La Crocifissione presenta già una caratteristica tipica della Scuola forlivese, ossia la particolare lunghezza del braccio verticale della Croce.

### Altre opere
Al Maestro di Forlì, oltre ai capolavori forlivesi che ne hanno determinato l'appellativo, sono altresì attribuite le seguenti opere:
- Crocifissione di Cristo (tavoletta di 53x34 cm), alla Walker Art Gallery di Liverpool;
- Flagellazione, al Metropolitan Museum of Art di New York;
- Deposizione di Cristo nel sepolcro, al Metropolitan Museum of Art di New York;
- Cristo spogliato delle sue vesti (tavoletta di 17x12 cm), nella collezione Böhler di Monaco di Baviera;
- Madonna con Bambino e angeli, attualmente in sede ignota;
- Deposizione di Cristo dalla Croce, nel Museu nacional d'art de Catalunya di Barcellona.